# 占哇乡
占哇乡，是中华人民共和国四川省阿坝藏族羌族自治州若尔盖县下辖的一个乡镇级行政单位。

## 行政区划
占哇乡下辖以下地区：
夏德村、塔尔村和毕岗村。